# Jüdischer Friedhof (Vetzberg)

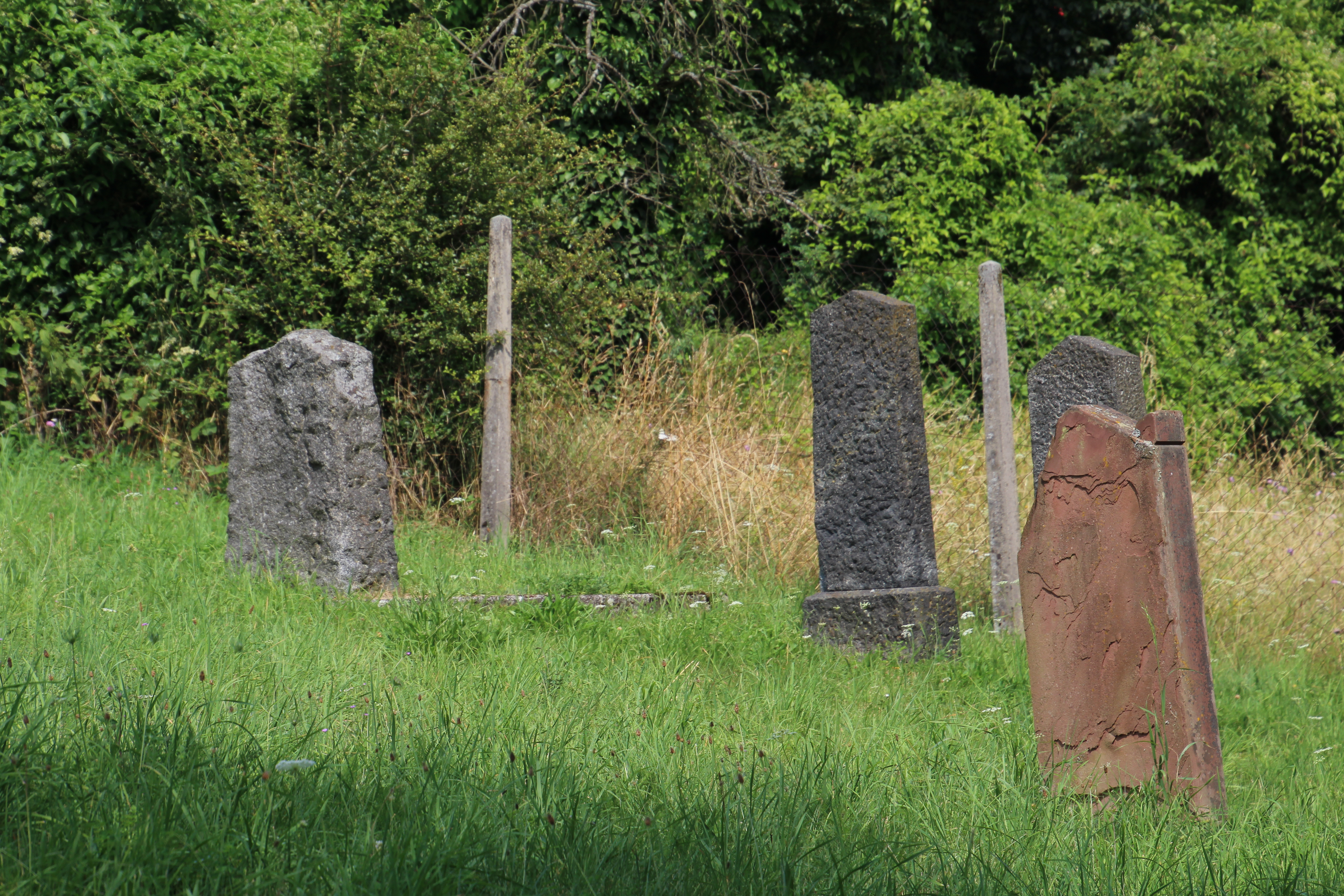
Jüdischer Friedhof in Vetzberg

Der Jüdische Friedhof in Vetzberg, einem Ortsteil der Gemeinde Biebertal im mittelhessischen Landkreis Gießen, wurde 1671 angelegt. Der Jüdische Friedhof an der Hainstraße ist ein geschütztes Kulturdenkmal.
„Der unterhalb der Ortsbefestigung zwischen dem Oberdorf und dem Neubaugebiet in den ‚Haingärten‘ gelegene Judenfriedhof umfasst ein Areal von 895 m². Er diente den Juden aus Vetzberg, Krofdorf und zeitweise auch den Juden aus Gießen als Begräbnisstätte. Die letzten Beerdigungen fanden dort 1918 statt.“